# معبد اوجیگامی
معبد اوجیگامی (به ژاپنی: 宇治上神社, Ujigami-jinja) یک معبد شینتویی در اوجی، کیوتو، استان کیوتو، ژاپن است.